# Semplicità
 (juin 2020).
Semplicità est une police de caractères sans-serif de style géométrique. Elle a été publiée par la fonderie Nebiolo de Turin, en Italie, vers 1928,,.
Semplicità doit son nom à l’italien et signifie « simplicité ». Elle est un exemple de la nouvelle vague de polices sans-empattements géométriques telles que Erbar et Futura dont l’émergence se situe à la fin des années 1920 et se poursuit au début des années 1930,,. Ces dessins étaient basés sur les proportions du cercle et du carré et l’influence des capitales romaines, rompant avec les dessins grotesques typiques du XIXe siècle. Semplicità, cependant, a un certain nombre de caractéristiques inhabituelles, dont un U avec un angle, suivant le modèle classique, et un f qui descend en dessous de la ligne de base. C’est aussi une conception sans éperon, semblable à sa contemporaine Bernhard Gothic où à la plus récente FF Dax. Ces caractéristiques donnent à Semplicità une apparence similaire à certains des lettrages flamboyants et modernistes Art déco de l’époque,.
Le design de Semplicità a parfois été attribué au créateur de caractères Alessandro Butti mais Colizzi et Olocco ne le créditent pas à un seul designer, bien que Butti ait pu être le dessinateur final,,,,.
Des numérisations ont été rendues disponibles dans des versions commerciales par Durotype et Canada Type, et dans une version open source par Studio Di Lena. Une numérisation propriétaire a également été utilisée par la marque de prêt-à-porter Céline.